# 愛爾蘭經濟
爱尔兰经济总量较小，主要依赖出口贸易。1995年至2000年之间，爱尔兰取得了10%的经济增长率，在欧洲名列前茅。农业的主导地位已被工业所取代，而工业占GDP的38%，总出口量的80%，以及劳动力资源的28%。虽然出口贸易依然是爱尔兰的经济主要支柱，但近年来国内消费额的提高以及建筑业和投资方面的复苏也带动了经济的持续发展。愛爾蘭至1999年1月1日加入歐元區。按人均GDP計算，愛爾蘭是歐盟僅次於盧森堡的第二高國家。

## 農業
愛爾蘭農業與食品發展部，是愛爾蘭負責農業食品的研發中心、培訓及諮詢服務的一個半國有的權威機構。這個機構有大量縣級諮詢中心、學院及研究中心來執行其主要職能。愛爾蘭農業與食品發展部的總部位於卡洛的橡樹公園社區（Oak Park Estate）。

## 經濟造假事件
近十年來，愛爾蘭政府以控制通貨膨脹、減少租税負擔、減少政府開銷、提高勞動力質素、鼓勵外國企業投資為目的，採取了一系列的經濟措施。1999年1月，愛爾蘭與其他11國参加了歐元區。2013年5月歐盟委員會的經濟預測，愛爾蘭經濟增長利率2013年將返回到1.1%，在2014年達到2.2%。
2015年上半年，愛爾蘭經濟成長率進一步躍升至7%令許多專家驚訝，並一度宣稱歐洲之虎回來了，CNN還報導「愛爾蘭是遭受大蕭條之後彈起來最漂亮的國家。」
但2017天堂文件被國際駭客獵漏後其內容震撼引起軒然大波。蘋果在愛爾蘭的三家子公司内部重组时，出現了大量無形資產。2015年該國國内生產總值出現26%的增幅，而該年年初該國突然出現市值近億的無形資產，遠超該國所有住宅物業的總價值。表明愛爾蘭的經濟數據計算基礎有巨大問題，很大一部分是虛擬帳面遊戲。極寬鬆的法規與實務上幾乎不稽查，加上位於歐洲的環境，吸引一大批西方跨國公司進入玩避稅和財務工程遊戲。
這表明蘋果公司利用使得愛爾蘭公司免税購置無形資產的税收鼓勵政策“資本補貼”。美國參議院介入調查并由蒂姆·庫克作證后，愛爾蘭宣布該國公司今后需要在全球部分地方申報税收所在地。美國多家跨國公司，包括蘋果子公司，採取了在全球任何地方都不欠税的立场。蘋果的律師事務所貝克·麥堅時曾研究了避税天堂，要求多个司法管轄區的Appleby職員確認“愛爾蘭公司可以進行管理活動，而不需要在你的管轄範圍内征税。”其中倆間子公司搬到了澤西島。在歐洲監管機構發現愛爾蘭同意蘋果的税收機構，非法提供國家援助後，蘋果被罰億美元的退税金。愛爾蘭公司被要求在該國繳税，除非他们向當局證明由國外“管理和控制”，才能獲得豁免。

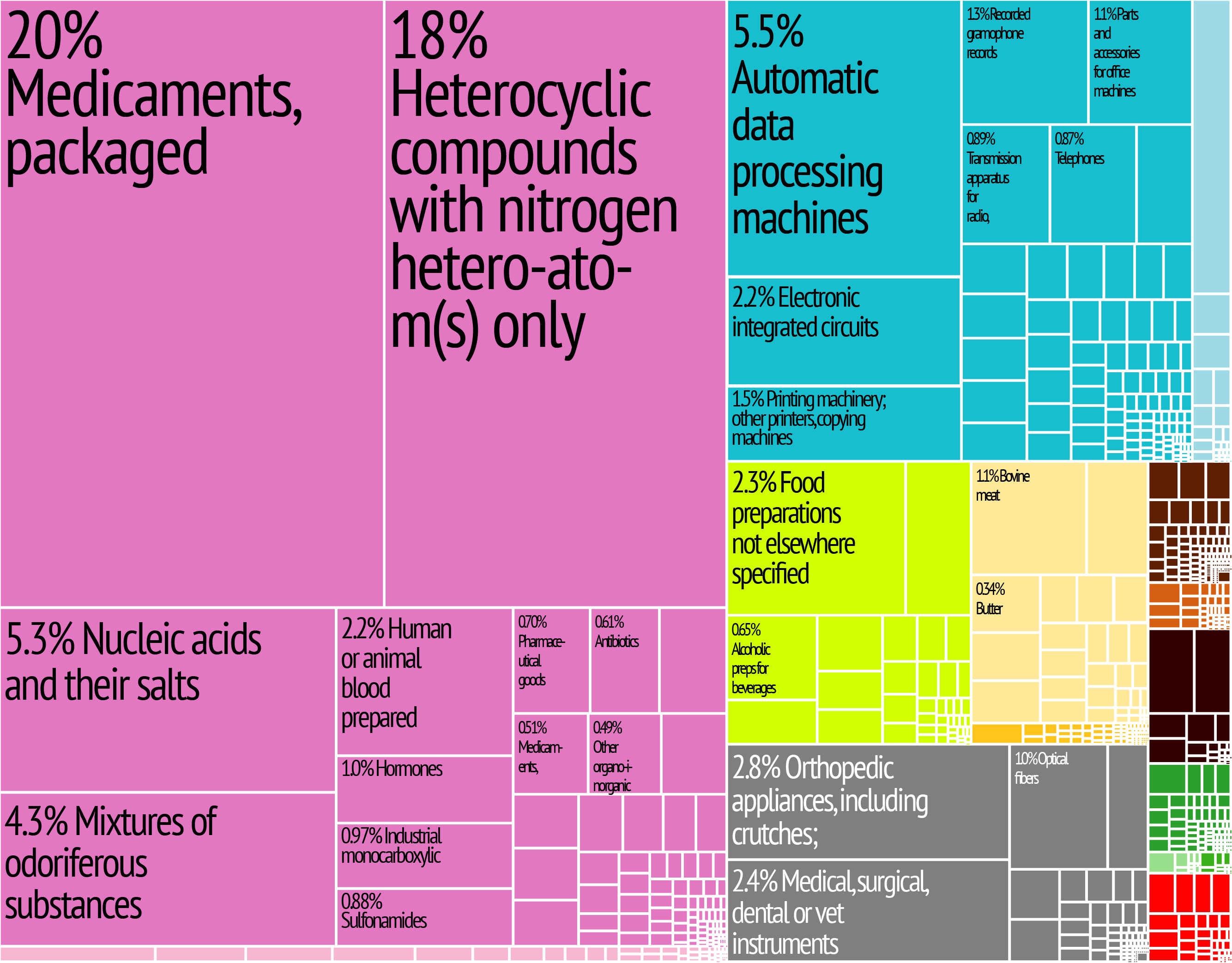
愛爾蘭出口品
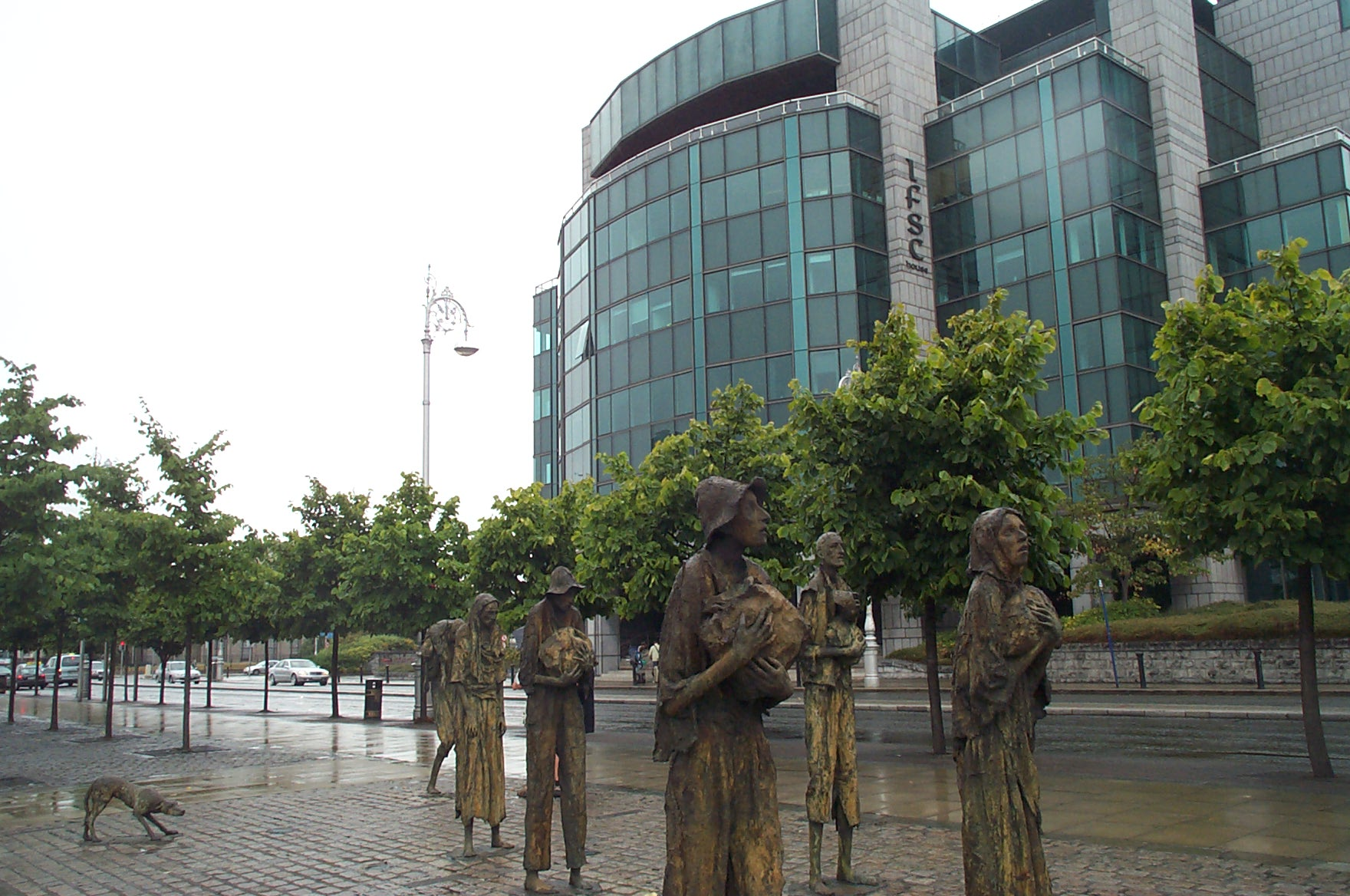
國際金融中心
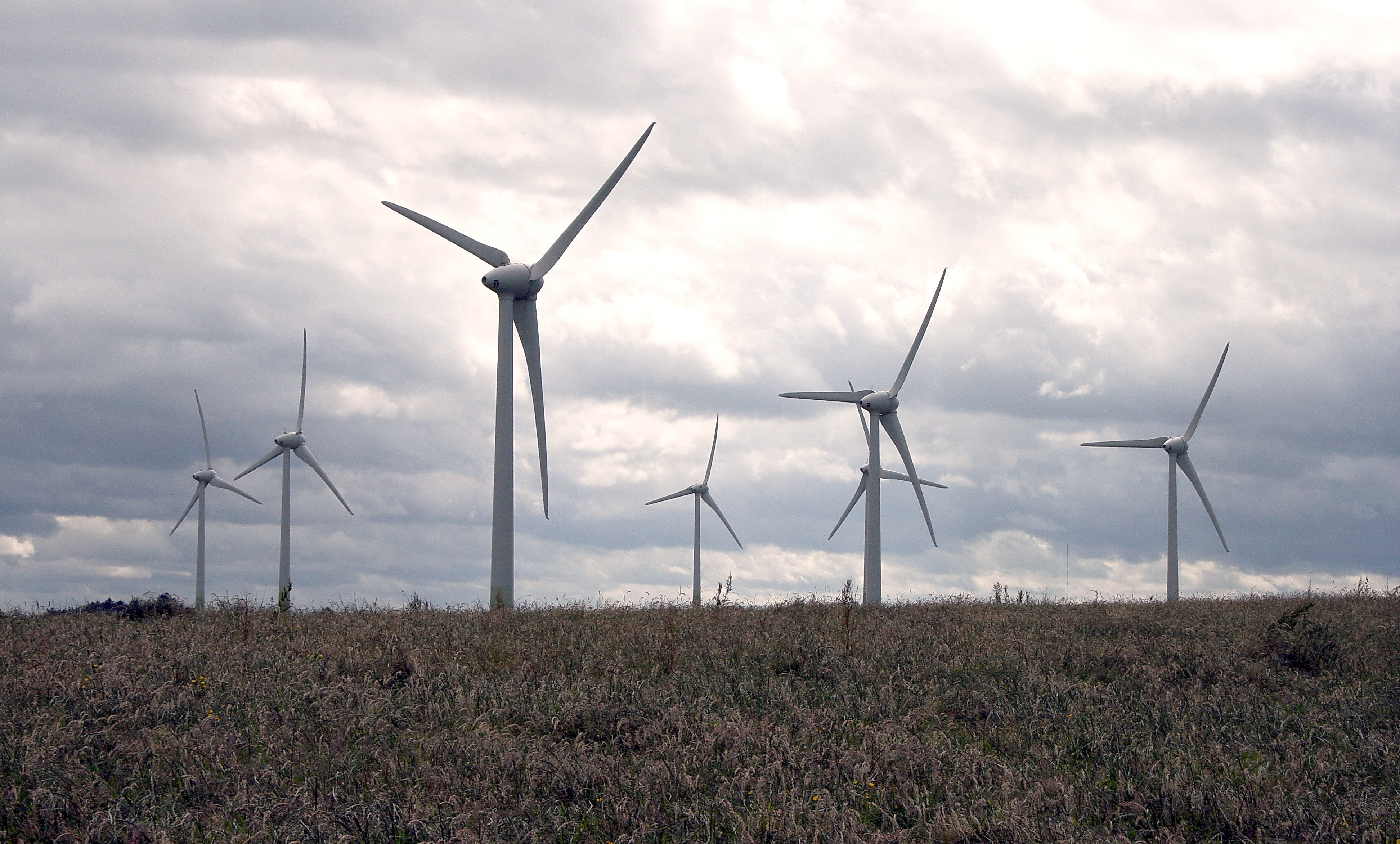
愛爾蘭風力機組
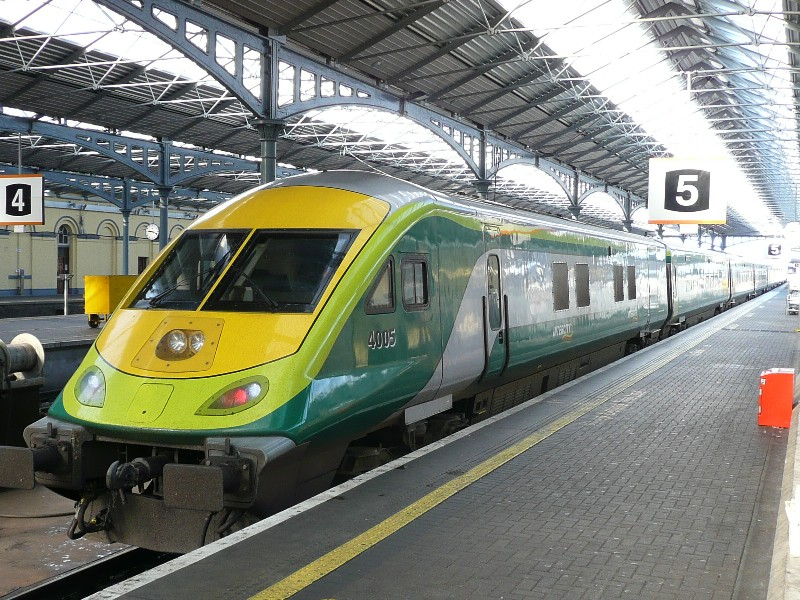
城際鐵路
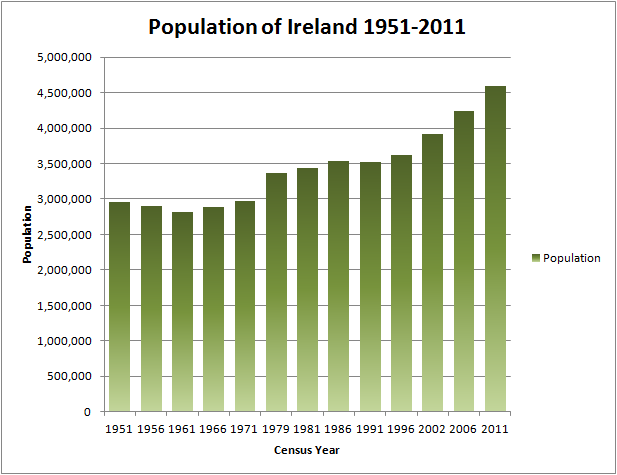
人口成長率
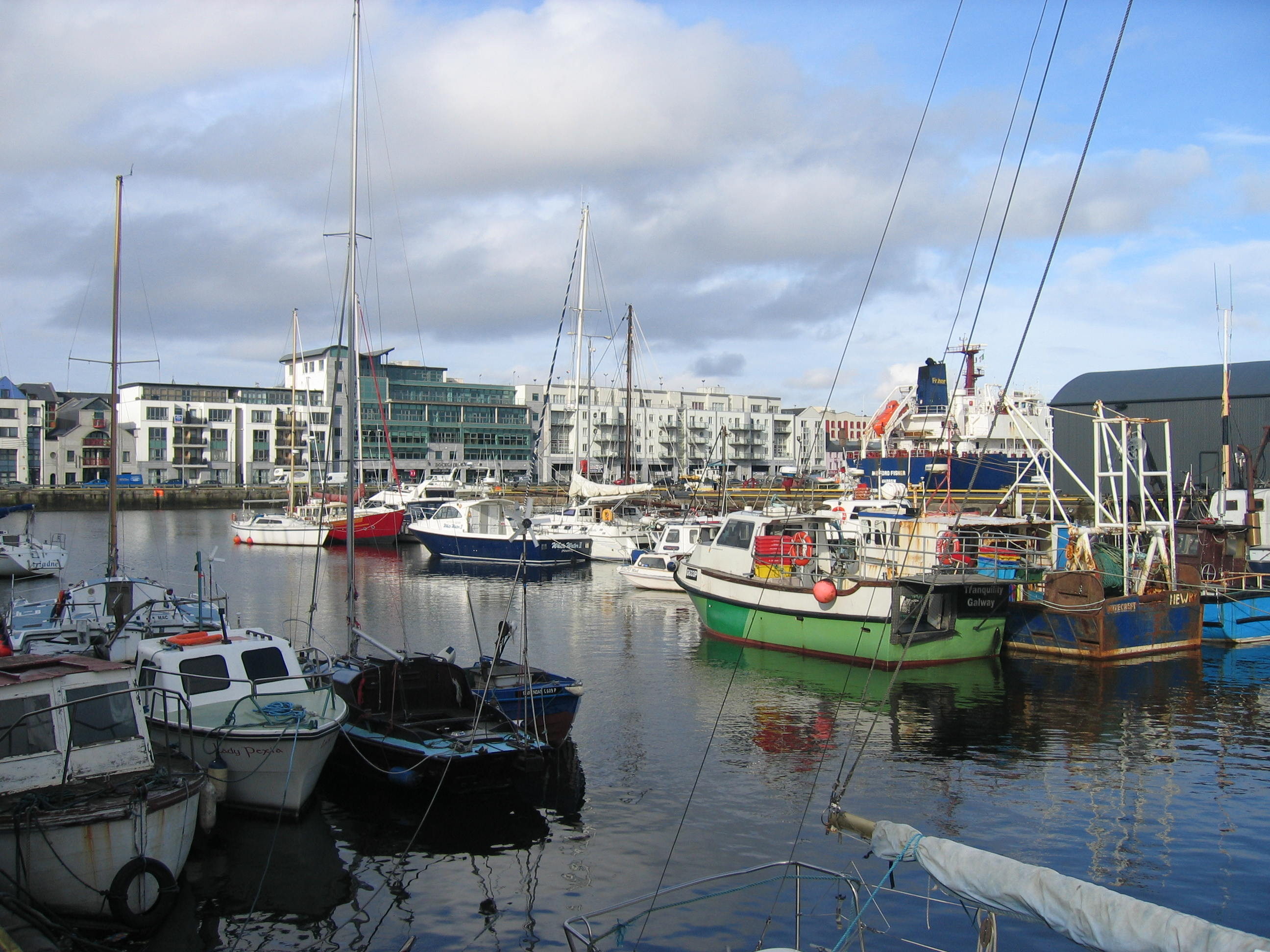
戈爾韋港
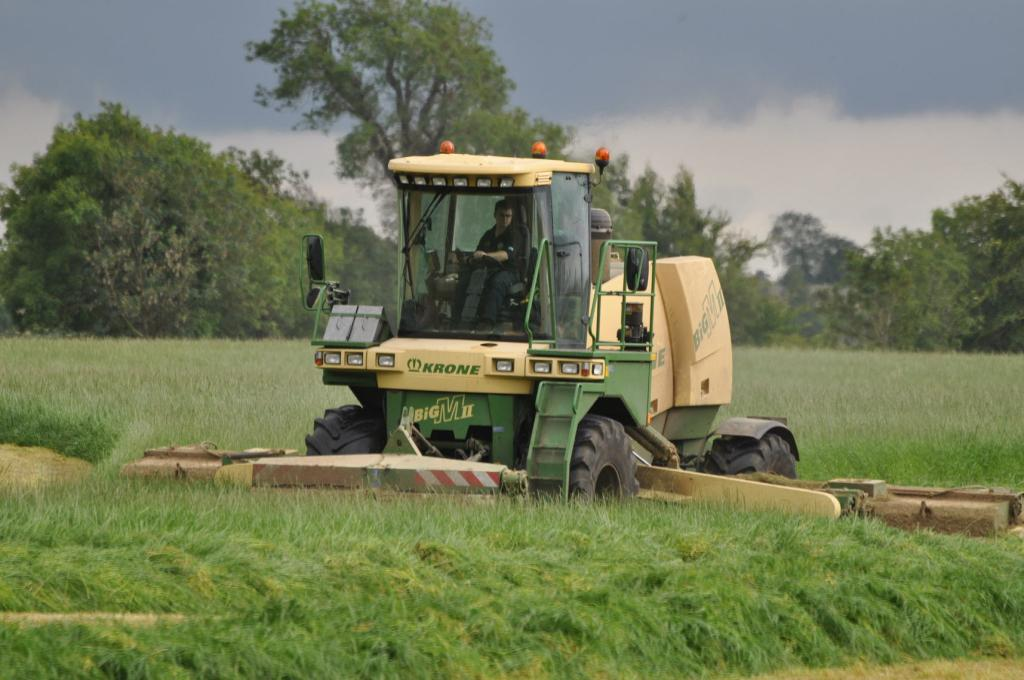
機械化農場
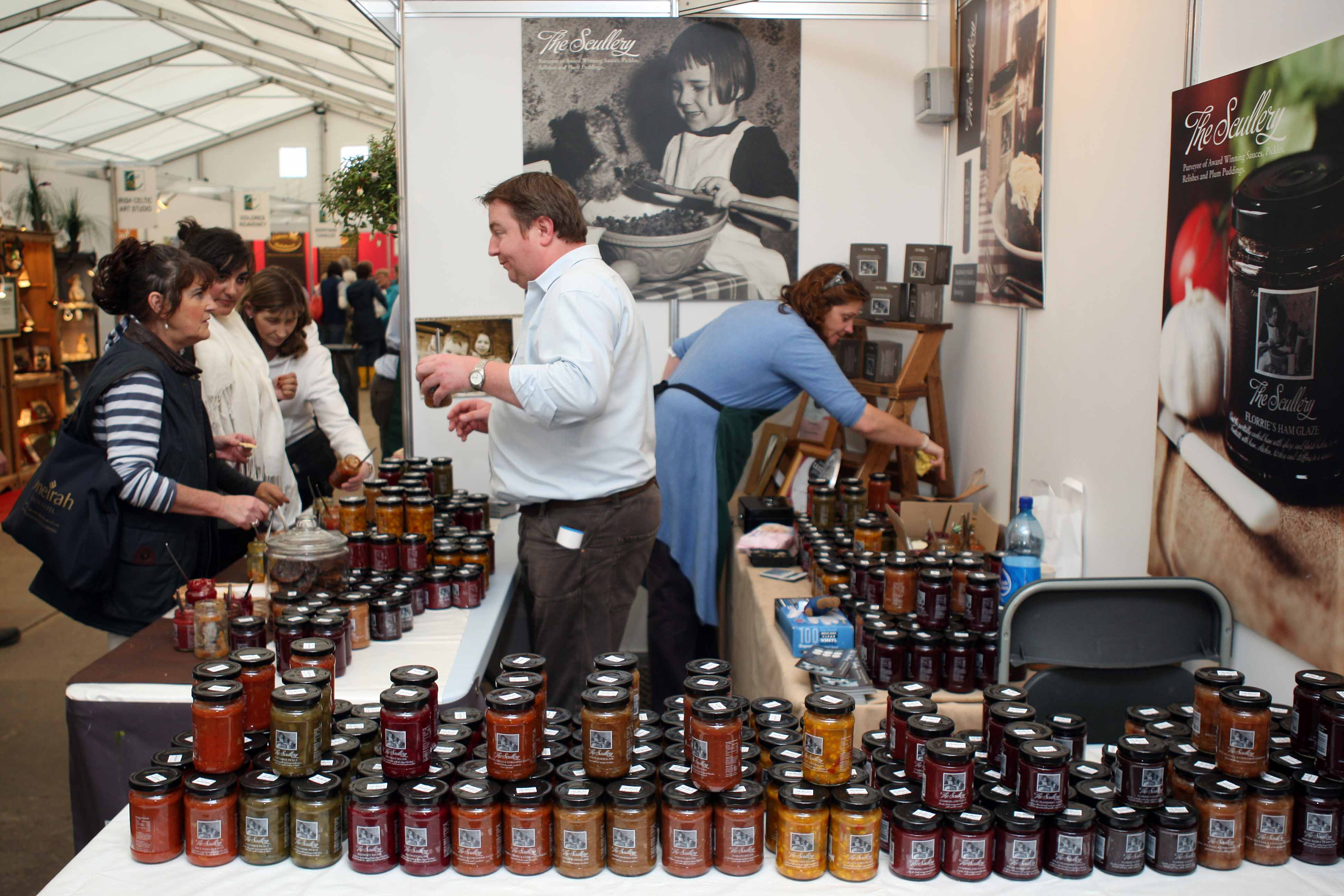
農民市集
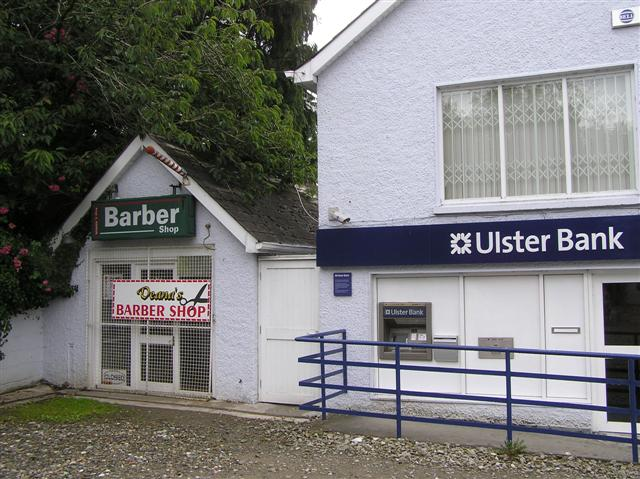
Ulster銀行